# Eyalet de Hüdavendigâr
1827–1864
Entités précédentes :
- Eyalet d'Anatolie

Entités suivantes :
- Vilayet de Hüdavendigâr

L'eyalet ou pachalik de Hüdavendigâr est une province de l'Empire ottoman située en Anatolie, sur le mer de Marmara, créée en 1827 par division de l'ancien eyalet d'Anatolie. Sa capitale était Bursa (Brousse dans les sources anciennes). La réforme administrative de 1864, qui transforme les eyalets en vilayets, en fait le vilayet de Hüdavendigâr.

## Géographie

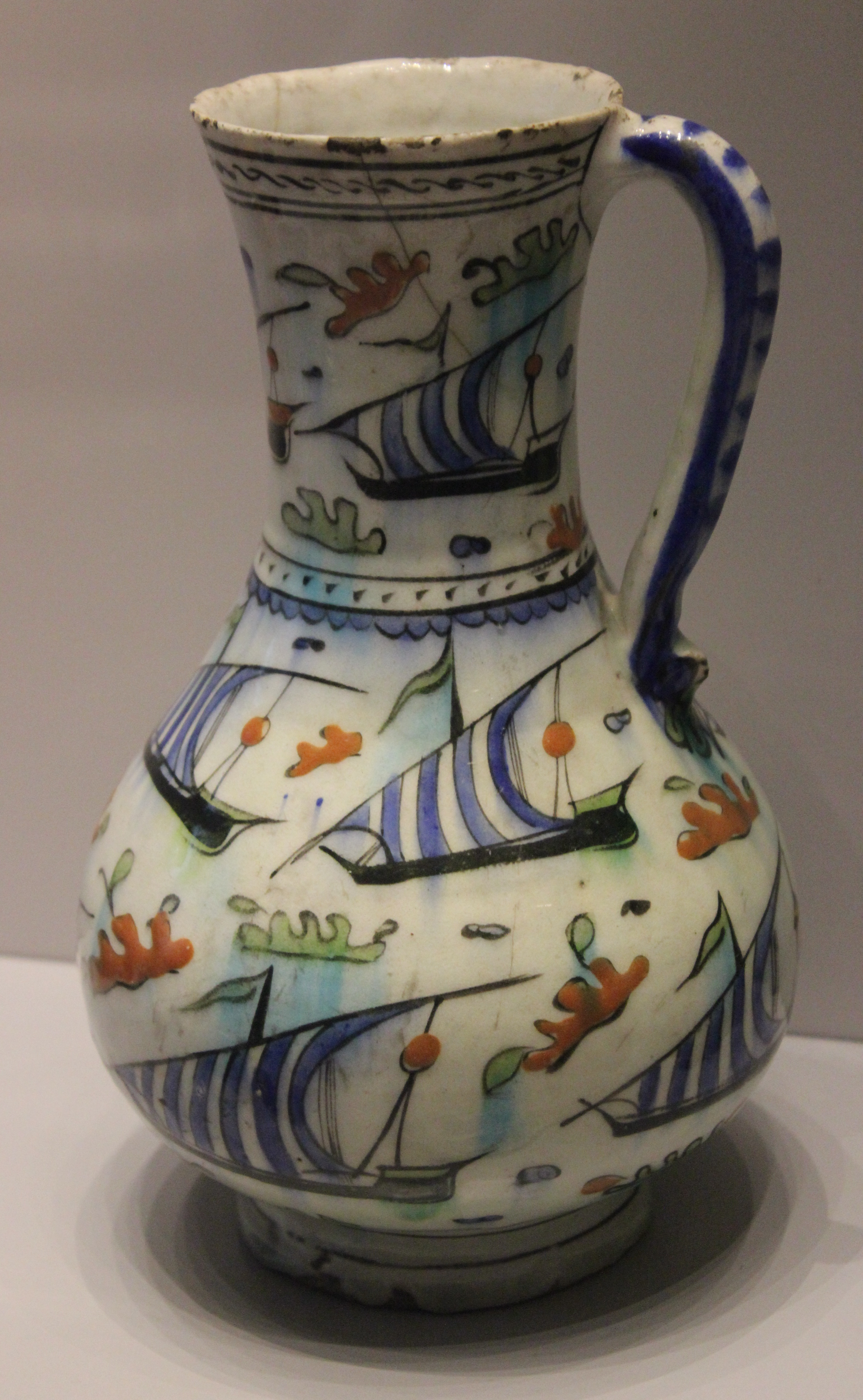
Céramique d'Iznik, musée de Berlin.

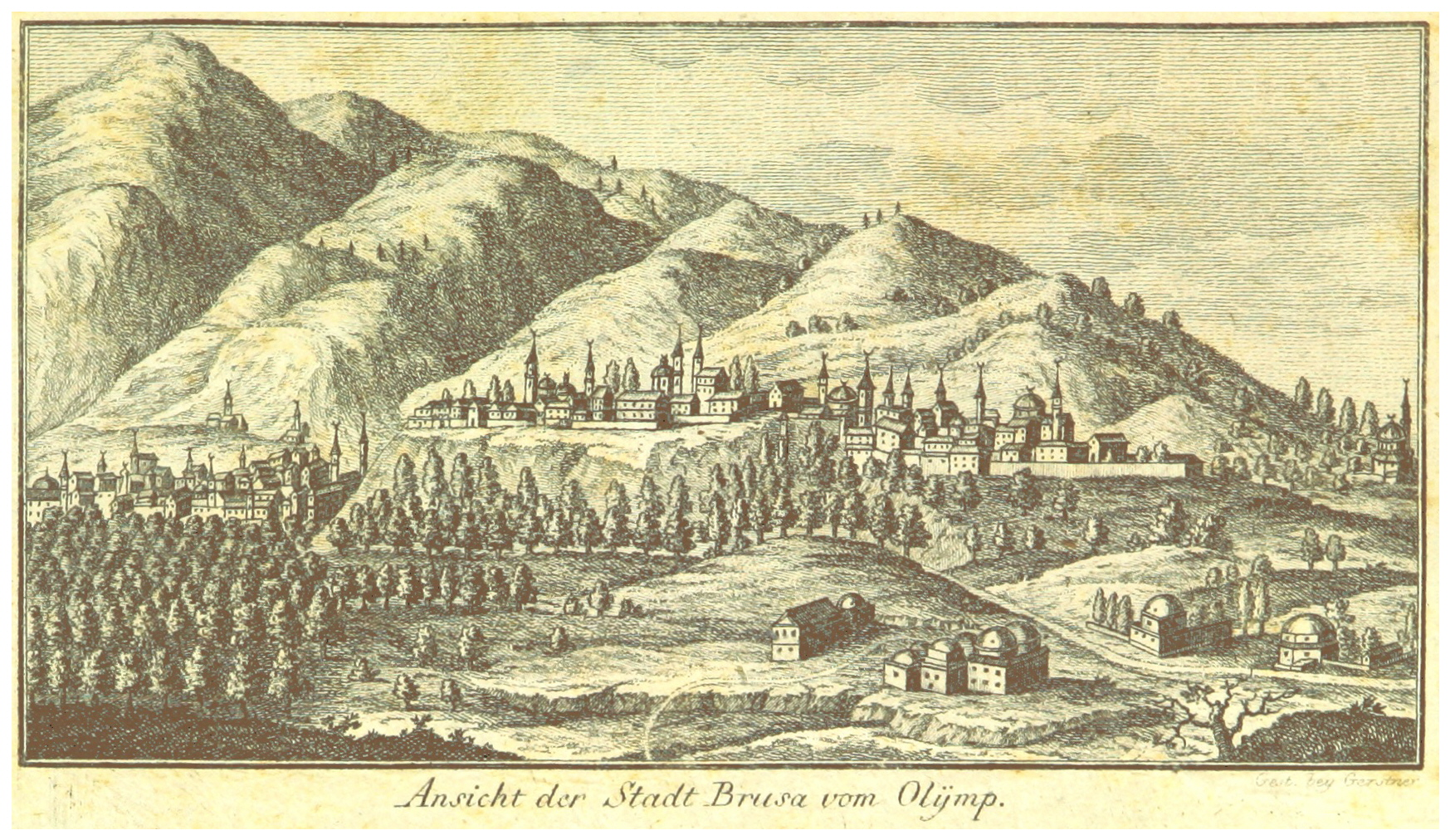
Bursa et le mont Olympe (Uludağ) par James Dallaway, 1801.

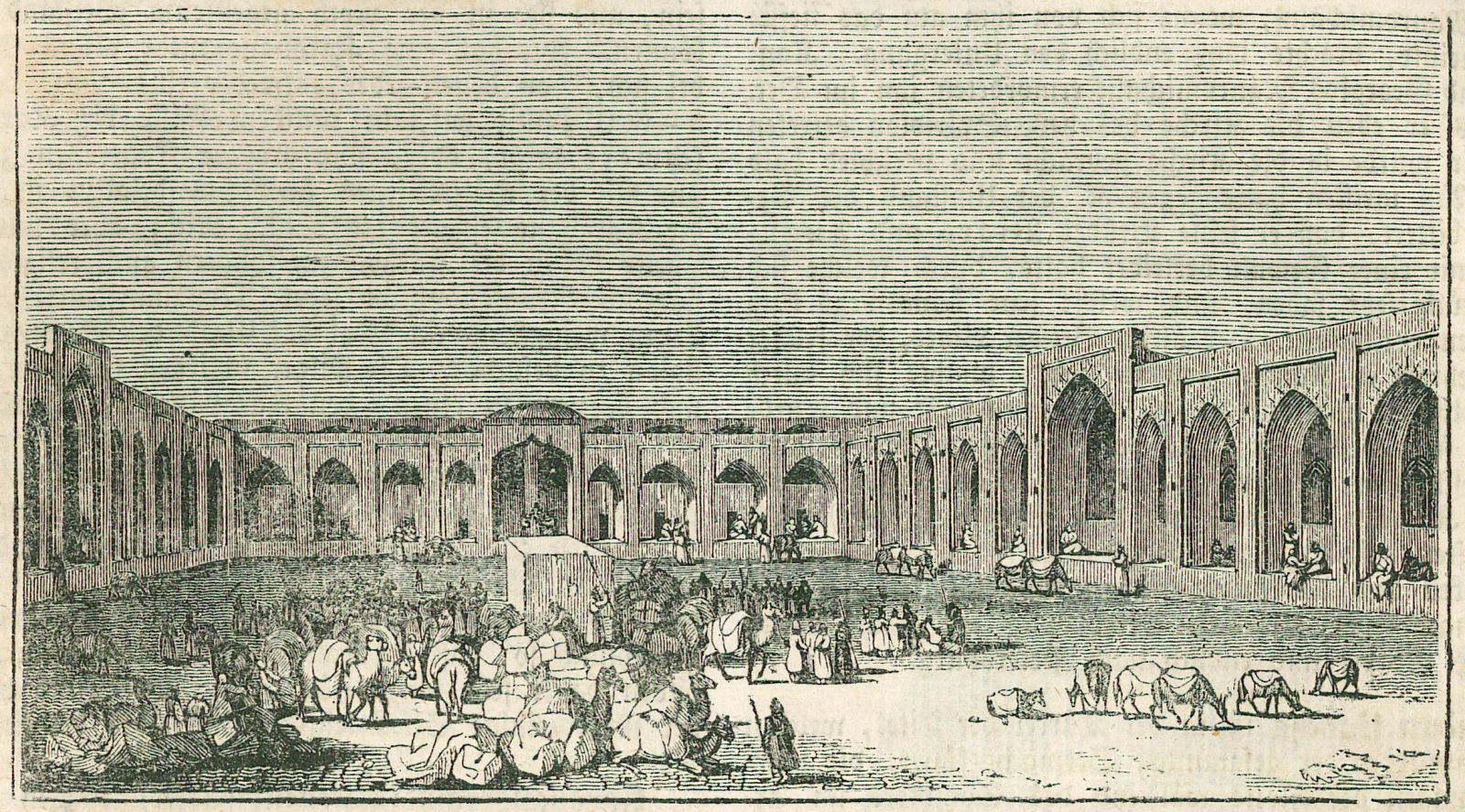
Caravansérail, Brockhaus Conversations-Lexikon, 1838.

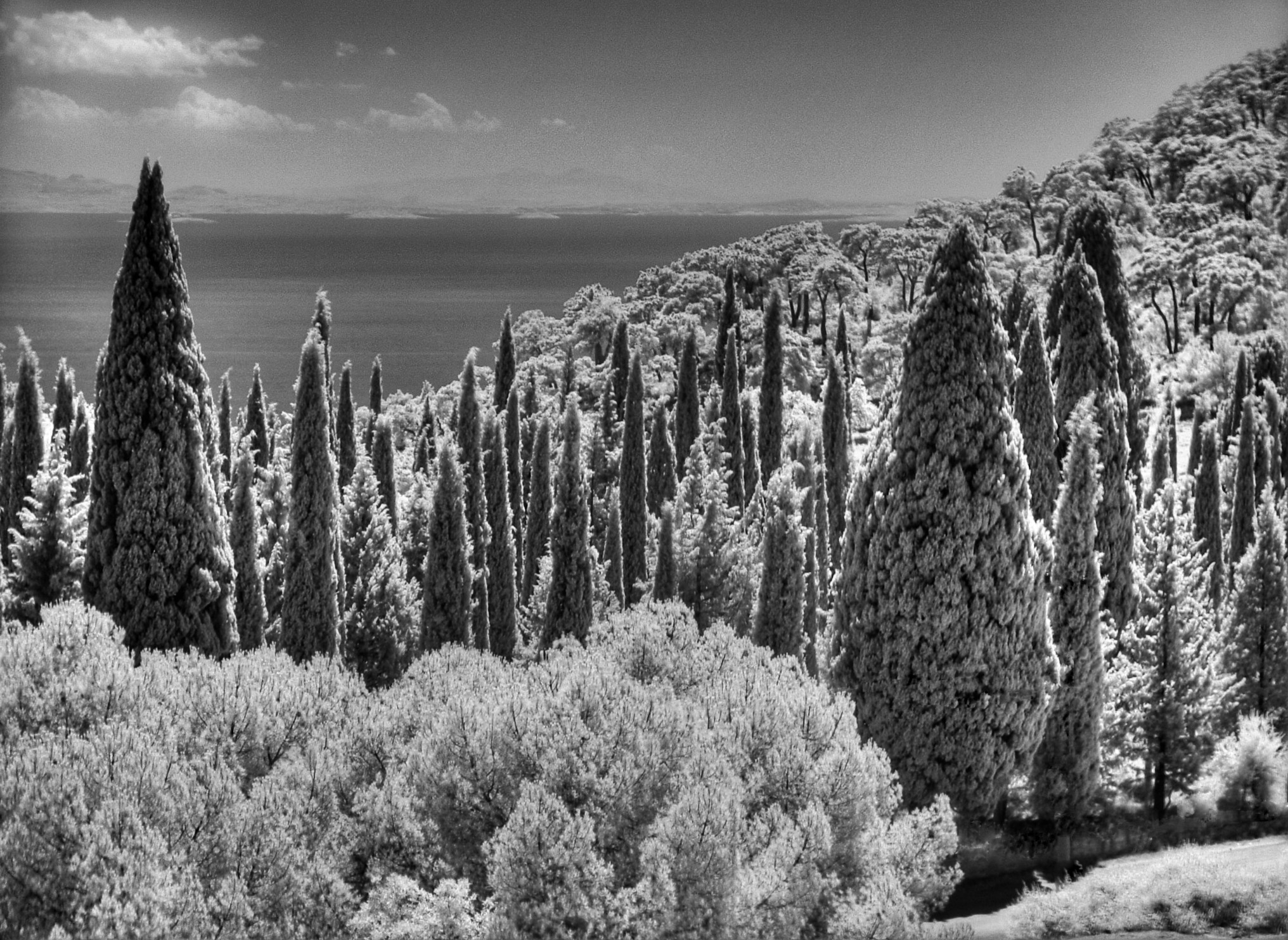
La côte égéenne près d'Ayvalık, 2008.

Au début du XIXe siècle, la province compte plusieurs villes importantes. Izmit, l'ancienne Nicomédie, sur la mer de Marmara, aurait entre 4 000 et 30 000 habitants alors qu'Iznik, l'ancienne Nicée, n'a plus que 200 à 300 maisons : les habitants, surtout juifs, vendent de la faïence (céramique d'Iznik) ou de la soie. Les pêcheries du lac d'İznik, très poissonneux, rapportent à l’État 12 000 ducats par an.
Bursa, première capitale des Ottomans avant la prise de Constantinople, compte 50 000 habitants, 365 mosquées et un grand nombre de fontaines. C'est un grand centre de productions textiles. Son port, Mudanya, 20 000 habitants, exporte du salpètre, du vin blanc, des fruits et divers objets manufacturés.
Kütahya est une cité prospère de plus de 50 000 habitants avec 50 mosquées, 20 caravansérails et 30 hammams. Afyonkarahisar, 50 000 habitants, est un centre de culture de l'opium et le carrefour des caravanes venues de Smyrne et de Constantinople qui se dirigent vers l'intérieur de l'Asie.
Dans l'arrière-pays vivent des tribus de nomades Yürüks comme les Kütahya’ya tabi Ak Keçili Yürükleri (Yürük Chèvre blanche de Kütahya) et les Karahisar-i Sahib Piyadeleri (Infanterie de la région de Karahisar-i Sahib).

## Histoire
Au début du XIXe siècle, l'arrière-pays d'Izmit est tenu par un derebey (en) (seigneur des vallées), féodal local qui pille les environs et arrête les caravanes.
Pendant la Première Guerre égypto-ottomane, l'armée d'Ibrahim Pacha, fils du vice-roi d'Égypte Méhémet Ali, bat les Ottomans et avance jusqu'à Kütahya. La Sublime Porte doit signer avec lui la convention de Kütahya (4 mai 1833) qui reconnaît à Méhémet Ali la possession de l'Égypte, de la Syrie et de la Cilicie.

## Subdivisions
Au milieu du XIXe siècle, l'eyalet de Hüdavendigâr est divisé en sandjaks (districts) qui sont :
1. Sandjak de Kocaeli (Izmit)
2. Sandjak de Hüdavendigâr (Bursa)
3. Sandjak de Kütahya et Sültanönü (Eskişehir)
4. Sandjak de Karahisar-ı Sahip (Afyonkarahisar)
5. Sandjak d'Erdek
6. Sandjak de Biga
7. Sandjak de Karesi
8. Sandjak d'Ayvalık

### Sources et bibliographie
- (en) Cet article est partiellement ou en totalité issu de l’article de Wikipédia en anglais intitulé « Hüdavendigâr Eyalet » (voir la liste des auteurs) dans sa version du 2 novembre 2016.
- Adrien Dupré, Voyage en Perse: fait dans les années 1807, 1808 et 1809, en traversant la Natolie et la Mésopotamie, vol. 1, Paris, 1819
- Conrad Malte-Brun, Précis de la géographie universelle, Volume 8, Paris, 1835
- Bernard Camille Collas, La Turquie en 1864, Paris, 1864